# Mike James (basket-ball, 1975)
Pour les articles homonymes, voir Mike James.
Ne doit pas être confondu avec Mike James (basket-ball, 1990).
Michael Lamont James (né le 23 juin 1975, à Copiague, New York) est un joueur américain de basket-ball évoluant au poste de meneur.
Non drafté après son parcours universitaire, il décide de partir pour l'Europe en 1998. Il parvient à intégrer la NBA durant la saison 2001-2002, d'abord au sein du Heat de Miami, puis d'autres franchises.

## Palmarès
- Champion NBA en 2004 avec les Pistons de Détroit.
- Champion de la Conférence Est en 2004 avec les Pistons de Détroit.
- Champion de la Division Centrale en 2012 avec les Bulls de Chicago.

## Records personnels et distinctions
Les records personnels de Mike James, officiellement recensés par la NBA sont 
| Type statistique            | Saison régulière | Saison régulière      | Saison régulière |
| Type statistique            | Record           | Adversaire            | Date             |
| --------------------------- | ---------------- | --------------------- | ---------------- |
| Points en un match          | 39               | Pistons de Détroit    | 14 avril 2006    |
| Paniers marqués en un match | 15               | 76ers de Philadelphie | 16 novembre 2005 |
| Paniers tentés en un match  | 28               | Spurs de San Antonio  | 8 février 2006   |
| Lancers francs réussis      | 18               | Pistons de Détroit    | 14 avril 2006    |
| Lancers francs tentés       | 18               | Pistons de Détroit    | 14 avril 2006    |
| Paniers à 3 points réussis  | 8                | Celtics de Boston     | 8 février 2005   |
| Paniers à 3 points tentés   | 13               | Celtics de Boston     | 8 février 2005   |
| Rebonds offensifs           | 4                | Suns de Phoenix       | 31 mars 2006     |
| Rebonds défensifs           | 9                | Pacers de l'Indiana   | 5 avril 2006     |
| Rebonds totaux              | 11               | Pacers de l'Indiana   | 5 avril 2006     |
| Passes décisives            | 13               | Bulls de Chicago      | 9 janvier 2006   |
| Interceptions               | 5                | 76ers de Philadelphie | 14 mars 2006     |
| Contres                     | 1                | 38 fois               |                  |
| Minutes jouées              | 50               | Pistons de Détroit    | 19 janvier 2007  |